# Liste der Gouverneure Chiles
Der Gouverneur Chiles regierte die spanische Kolonie, die damals als Königreich Chile (Reino de Chile) bezeichnet wurde. Dieses Gebiet wurde auch Generalkapitanat Chile genannt. Dementsprechend stand der Gouverneur Chiles auch im Rang eines Generalkapitäns. Bis 1776 war er als Vorsitzender der Real Audiencia von Chile auch oberster Richter des Bezirks.
Während der spanischen Herrschaft hatte Chile in der Zeit von 1540 bis zur Unabhängigkeit 1817 insgesamt 66 Gouverneure.

## Regentschaft von Karl V. (bis 1556)
| Herrschaft               | Name                            | Anmerkung                                                                        |
| ------------------------ | ------------------------------- | -------------------------------------------------------------------------------- |
| 1536–1537                | Diego de Almagro                | Gouvernement Nueva Toledo; Ernennung durch Karl V. gescheiterter Eroberungszug   |
| Oktober 1540 –           | Pedro de Valdivia               | Gouvernement Nueva Extremadura; Ernennung durch Francisco Pizarro                |
| Dezember 1547 –          | Francisco de Villagra Velásquez | Interim-Gouverneur; Ernennung durch Pedro de Valdivia                            |
| Juni 1549 –              | Pedro de Valdivia               | Ernennung durch Vizekönig Pedro de la Gasca                                      |
| (Januar 1554)            | Francisco de Aguirre de Meneses | Ernennung im Testament von Pedro de Valdivia Amt beansprucht aber nie angetreten |
| Januar 1554 –            | Rodrigo de Quiroga              | Interim-Gouverneur selbst eingesetzt zum Nachteil von Francisco de Aguirre       |
| März 1554 –              | (Cabildo von Santiago)          | Interim-Verwaltung durch die Stadtregierung                                      |
| Oktober 1554 – März 1557 | Francisco de Villagra Velásquez | Interim-Gouverneur                                                               |

## Regentschaft von Philipp II. (1556 bis 1598)
| Herrschaft                                                   | Name                              | Anmerkung                                                 |
| ------------------------------------------------------------ | --------------------------------- | --------------------------------------------------------- |
| April 1557 –                                                 | García Hurtado de Mendoza         | Ernennung durch Vizekönig Andrés Hurtado de Mendoza       |
| Februar 1561 –                                               | Rodrigo de Quiroga López de Ulloa | Interim-Gouverneur                                        |
| Juli 1561 –                                                  | Francisco de Villagra Velásquez   | Interim-Gouverneur                                        |
| Juli 1563 –                                                  | Pedro de Villagra y Martínez      | Interim-Gouverneur                                        |
| Juni 1565 –                                                  | Rodrigo de Quiroga López de Ulloa | Interim-Gouverneur                                        |
| August 1567 –                                                | (Real Audiencia von Concepción)   | Interim-Verwaltung durch die Justiz                       |
| August 1568 –                                                | Melchor Bravo de Saravia          |                                                           |
| Januar 1575 –                                                | Rodrigo de Quiroga López de Ulloa |                                                           |
| Februar 1580 –                                               | Martín Ruiz de Gamboa             | Interim-Gouverneur                                        |
| 18. Juli 1583 –                                              | Diego García de Cáceres           | Interim-Gouverneur; in Vertretung von Alonso de Sotomayor |
| 19. September 1583 – (29. September nach dem neuen Kalender) | Alonso de Sotomayor y Valmediano  | Ernennung durch Philipp II.                               |
| 31. Juli 1592 –                                              | Pedro de Viscarra de la Barrera   | Interim-Gouverneur                                        |
| 6. Oktober 1592 - 23. Dezember 1598                          | Martín García Óñez de Loyola      | Ernennung durch Philipp II.                               |

## Regentschaft von Philipp III. (1598 bis 1621)

Generalkapitanat Chile 1609 bis 1776

| Herrschaft                  | Name                              | Anmerkung                                        |
| --------------------------- | --------------------------------- | ------------------------------------------------ |
| Dezember 1598–Mai 1599      | Pedro de Viscarra de la Barrera   |                                                  |
| Mai 1599–August 1600        | Francisco de Quiñones             |                                                  |
| August 1600–Februar 1601    | Alonso García de Ramón            |                                                  |
| Februar 1601-März 1605      | Alonso de Ribera de Pareja        | erste Amtszeit                                   |
| März 1605–Juli 1610         | Alonso García de Ramón            |                                                  |
| Juli 1610–Januar 1611       | Luis Merlo de la Fuente           | interimistisch von García Ramón eingesetzt       |
| Januar 1611–März 1612       | Juan de la Jaraquemada            | interimistisch vom Vizekönig von Peru eingesetzt |
| März 1612–März 1617         | Alonso de Ribera de Pareja        | zweite Amtszeit                                  |
| März 1617–Januar 1618       | Fernando Talaverano Gallegos      | interimistisch von Ribera eingesetzt             |
| Januar 1618–Dezember 1620   | Lope de Ulloa y Lemos             |                                                  |
| Dezember 1620–November 1621 | Cristóbal de la Cerda y Sotomayor | interimistisch, von Ulloa eingesetzt             |

## Regentschaft von Philipp IV. (1621 bis 1665)
| Herrschaft                   | Name                                                   | Anmerkung                                                                                    |
| ---------------------------- | ------------------------------------------------------ | -------------------------------------------------------------------------------------------- |
| November 1621–September 1624 | Pedro Osores de Ulloa                                  |                                                                                              |
| September 1624–Mai 1625      | Francisco de Alava y Nureña                            | interimistisch, von Osores eingesetzt                                                        |
| Mai 1625–Dezember 1629       | Luis Fernández de Córdoba y Arce                       | interimistisch, vom Vizekönig von Peru eingesetzt                                            |
| Dezember 1629–Februar 1639   | Francisco Laso de la Vega                              |                                                                                              |
| Februar 1639–Mai 1646        | Francisco López de Zúñiga y Meneses, Marqués de Baides |                                                                                              |
| Mai 1646 – 4. Mai 1649       | Martín de Mujica y Buitrón                             |                                                                                              |
| Mai 1649–Mai 1650            | Alonso de Figueroa y Córdoba                           | interimistisch                                                                               |
| Mai 1650–April 1655          | Antonio de Acuña Cabrera                               | im April 1655 vom Cabildo von Concepción abgesetzt, im Juni vom Vizekönig von Peru abberufen |
| April 1655–Februar 1656      | Francisco de la Fuente y Villalobos                    | vom Cabildo von Concepción eingesetzt, aber von der Real Audiencia von Chile nicht anerkannt |
| Februar 1656–Februar 1662    | Pedro Porter Casanate                                  |                                                                                              |
| Februar 1662–Mai 1662        | Diego González Montero                                 |                                                                                              |
| Mai 1662–Januar 1664         | Ángel de Peredo                                        |                                                                                              |
| Januar 1664–Januar 1668      | Francisco de Meneses Brito                             |                                                                                              |

## Regentschaft von Karl II. (1665 bis 1700)
| Herrschaft                | Name                                                      |
| ------------------------- | --------------------------------------------------------- |
| Januar 1668 – März 1668   | Miguel Gómez de Silva                                     |
| März 1668 – Februar 1670  | Diego Dávila Coello y Pacheco, Marqués de Navamorquende   |
| Februar 1670–Oktober 1670 | Diego González Montero                                    |
| Oktober 1670–April 1682   | Juan Henríquez de Villalobos                              |
| April 1682–Januar 1692    | José de Garro                                             |
| Januar 1692–November 1700 | Tomás Marín González de Poveda, Marqués de Cañada Hermosa |

## Regentschaft von Philipp V. (1700 bis 1746)
| Herrschaft                          | Name                                              | Anmerkung      |
| ----------------------------------- | ------------------------------------------------- | -------------- |
| November 1700–Februar 1709          | Francisco Ibáñez de Peralta                       |                |
| Februar 1709–März 1717              | Juan Andrés de Ustariz de Vertizberea             |                |
| März 1717–Dezember 1717             | José de Santiago Concha                           | interimistisch |
| 17. Dezember 1717–11. November 1733 | Gabriel Cano de Aponte                            |                |
| November 1733–Mai 1734              | Francisco de Sánchez de la Barreda                | interimistisch |
| Mai 1734–November 1737              | Manuel de Salamanca                               |                |
| 15. November 1737–4. Juni 1745      | José Antonio Manso de Velasco, Conde de Superunda |                |
| 4. Juni 1745–März 1746              | Francisco José de Ovando, Marqués de Ovando       |                |
| März 1746–Dezember 1755             | Domingo Ortiz de Rozas, Conde de Poblaciones      |                |

## Regentschaft von Ferdinand VI. (1746 bis 1759)
| Herrschaft                   | Name                       |
| ---------------------------- | -------------------------- |
| Dezember 1755–September 1761 | Manuel d’Amat i de Junyent |

## Regentschaft von Karl III. (1759 bis 1788)

Generalkapitanat Chile 1776 bis 1818

| Herrschaft                  | Name                        |
| --------------------------- | --------------------------- |
| September 1761–Oktober 1762 | Félix de Berroeta           |
| Oktober 1762–August 1768    | Antonio de Guill y Gonzaga  |
| August 1768–März 1770       | Juan de Balmaceda           |
| März 1770–März 1773         | Francisco Javier de Morales |
| März 1773–Juli 1780         | Agustín de Jáuregui         |
| Juli 1780–Dezember 1780     | Tomás Álvarez de Acevedo    |
| Dezember 1780–April 1787    | Ambrosio de Benavides       |
| April 1787–Mai 1788         | Tomás Álvarez de Acevedo    |

## Regentschaft von Karl IV. (1788 bis 1808)
| Herrschaft                 | Name                                              |
| -------------------------- | ------------------------------------------------- |
| Mai 1788–Mai 1796          | Ambrosio O’Higgins de Vallenar, Marqués de Osorno |
| Mai 1796–September 1796    | José de Rezabal y Ugarte                          |
| September 1796–Januar 1799 | Gabriel de Avilés                                 |
| Januar 1799–April 1801     | Joaquín del Pino Sánchez de Rojas                 |
| April 1801–Dezember 1801   | José de Santiago Concha Jiménez Lobatón           |
| Dezember 1801–Januar 1802  | Francisco Tadeo Díez de Medina                    |
| Januar 1802–Februar 1808   | Luis Muñoz de Guzmán                              |
| Februar 1808–April 1808    | Juan Rodríguez Ballesteros                        |

## Regentschaft von Ferdinand VII. (1808 bis 1833)
| Herrschaft                  | Name                                                              |
| --------------------------- | ----------------------------------------------------------------- |
| April 1808–Juli 1810        | Francisco Antonio García Carrasco                                 |
| Juli 1810–September 1810    | Mateo de Toro Zambrano y Ureta, Conde de la Conquista             |
| September 1810-Oktober 1814 | Regierungen des Patria Vieja im Rahmen des Unabhängigkeitskrieges |
| 1814–1815                   | Mariano Osorio                                                    |
| 1815–Februar 1818           | Casimiro Marcó del Pont                                           |